# 君津インターチェンジ

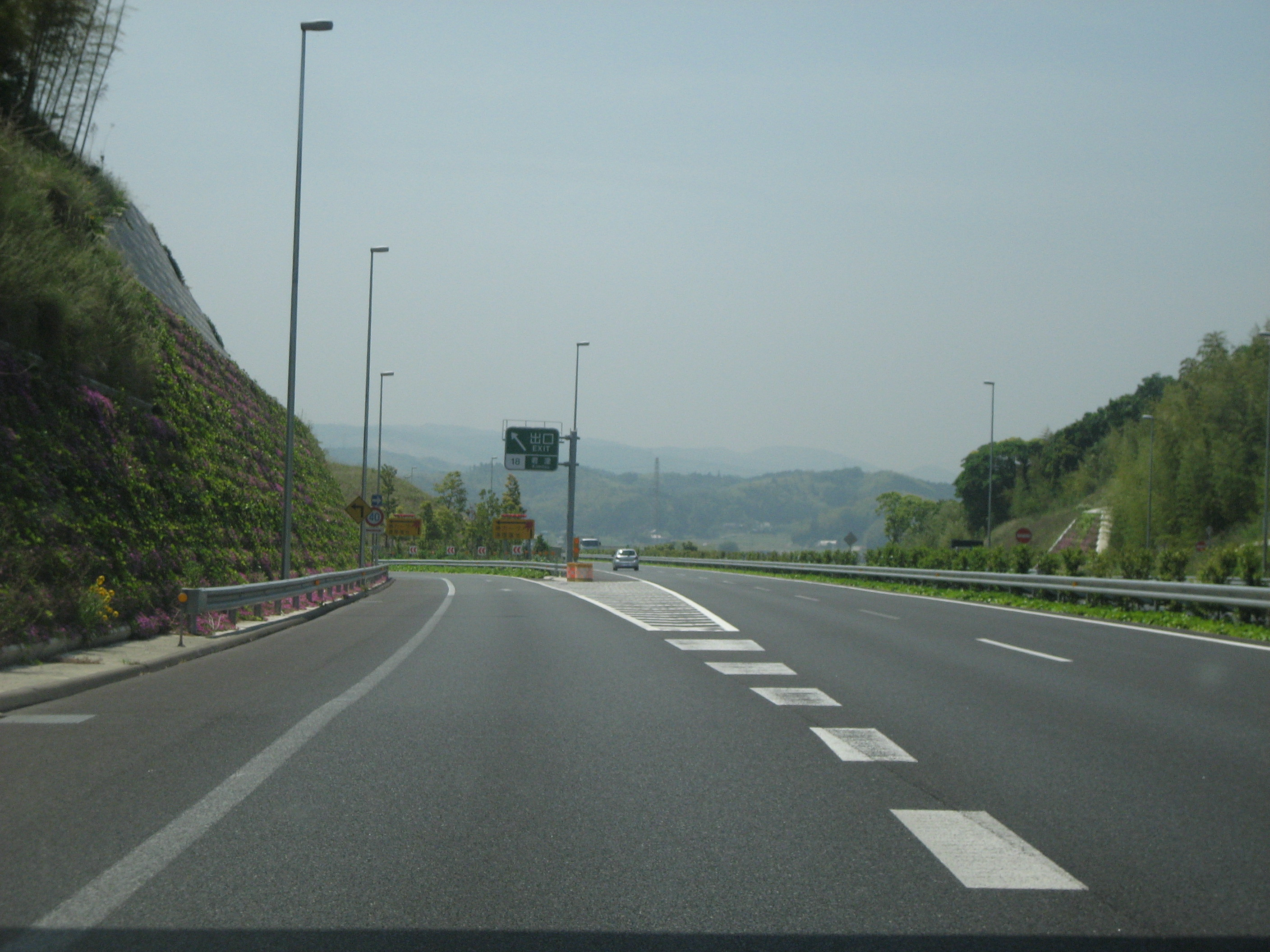
出口付近

君津インターチェンジ（きみつインターチェンジ）は、千葉県君津市にある館山自動車道のインターチェンジ。君津市及び鴨川市の最寄りインターチェンジである。
下り線（館山方面）は、本線流出後にすぐ緩やかな左カーブの後に、かなり急な右カーブとなり、スピードを落とさずに曲がりきれず事故を起こす車が多いので注意が必要である。

## 歴史
- 2003年（平成15年）4月29日：木更津南JCT - 君津IC間開通[1]（暫定2車線）
- 2007年（平成19年）7月4日：君津IC - 富津中央IC間開通、同時に木更津南JCT - 君津IC間が4車線化
- 2019年（平成31年）3月31日 : 君津IC - 富津中央IC間が4車線化[2]

## 料金所
- ブース数：6

### 入口
- ブース数：2
  - ETC専用：1
  - ETC・一般：1

### 出口
- ブース数：4
  - ETC専用：1
  - 一般：3

## 接続する道路
- E14館山自動車道(18番)
- 千葉県道92号君津鴨川線
  - 左折 - 鴨川方面（房総スカイライン、鴨川有料道路経由）
  - 右折 - 君津市街、国道127号方面

## 周辺
- 君津バスターミナル - パークアンドライド方式の駐車場があり、高速バスが発着する。
- 君津市民文化ホール
- 君津市立八重原中学校
- 翔凜中学校・高等学校
- 千葉県立上総高等学校

## 隣
E14 館山自動車道
(17)木更津南JCT - 木更津羽鳥野BS -  (18) 君津IC - 君津PA/SIC - (19)富津中央IC